# Ліно Соуза
Ліно да Круз Соуза (нар. 19 січня 2005) — професійний футболіст, захисник клубу англійської Прем'єр-ліги «Арсенал» .

## Ранні роки
Народився в Португалії, коли йому було 8 років, він переїхав із сім'єю з Лісабона до Вулвергемптона . Ліно грав за «Aspire FC» перед тим, як приєднатися до академії West Bromwich Albion .

## Кар'єра
Ліно Соуза регулярно грав за команду «Вест Бромвіч Альбіон», яка дійшла до півфіналу молодіжного Кубка Англії 2021 року, хоча йому тоді було лише 16 років. У січні 2022 року Соуза перейшов в «Арсенал» з «Вест Бромвіч» В Арсеналі він настільки швидко прогресував, що влітку 2022 року велися дискусії про те, щоб пришвидшити переведення Ліно Соузи до тренуваннь першої команди. Ліно справив таке враження, що вважалося, що його розвиток був однією з причин, чому «Арсенал» дозволив Хоелю Лопесу повернутися до його рідної Іспанії влітку 2022 року, незважаючи на те, що Лопес був постійним гравцем команди до 23 років і зробив 2 голи та 5 результативних передач з лівого флангу.
Влітку 2022 року Соузу відправили на передсезонний збір першої команди до Німеччини У вересні 2022 року було підтверджено, що він включений до тренувань першої команди Арсеналу та їхньої команди, яка готувалася до виїзного матчу Ліги Європи УЄФА проти ФК Цюрих. 18 вересня 2022 року він вперше був заявлений у складі першої команди на матч Прем'єр-ліги проти ФК «Брентфорд» і того ж дня уперше вийшов на поле за першу коменду Арсеналу на заміну.
З осені 2022 Ліно Соуза розглядається як потенційний конкурент лідера збірної України Олександра Зінченка за місце лівого захисника в Арсеналі

## Виступи за збірну
Соуза грав за Англію у збірних своїх вікових груп, але все ще має право представляти Португалію, країну свого народження. У вересні 2022 року його вперше викликали до юнацької збірної Англії з футболу до 18 років .